# Sinophorus planus
Sinophorus planus là một loài tò vò trong họ Ichneumonidae.